# Das ausgekochte Schlitzohr III
Das ausgekochte Schlitzohr III (Originaltitel: Smokey and the Bandit Part 3) ist eine US-amerikanische Actionkomödie des Regisseurs Dick Lowry aus dem Jahr 1983. Der Film ist die zweite Fortsetzung des Films Ein ausgekochtes Schlitzohr aus dem Jahr 1977.

## Handlung
Big Enos und Little Enos wetten mit Sheriff Buford T. Justice um 250.000 US-Dollar, dass dieser es nicht schafft, einen Fisch innerhalb einer bestimmten Zeit von Florida nach Texas zu transportieren. Big und Little Enos versuchen vergeblich, Buford am Gewinn der Wette zu hindern. Als dies nicht gelingt, holen sie Cledus Snow zu Hilfe, der mit seinem Pontiac Trans Am die Verfolgung aufnimmt.
Unterwegs nimmt Snow die junge Dusty mit, die ihn fortan begleitet. Es gelingt ihm, Buford den Fisch zu entwenden, worauf dieser, gewohnt erfolglos, mit seinem Sohn die Verfolgung der beiden aufnimmt.

## Synchronisation
| Darsteller     | Rolle                     | Synchronsprecher |
| -------------- | ------------------------- | ---------------- |
| Jackie Gleason | Sheriff Buford T. Justice | Gottfried Kramer |
| Jerry Reed     | Cledus „Schneemann“ Snow  | Horst Stark      |
| Pat McCormick  | Enos Burdette             | n.n.             |
| Paul Williams  | Little Enos Burdette      | n.n.             |
| Mike Henry     | Henry „Junior“ Justice    | Michael Harck    |
| Colleen Camp   | Dusty Trails              | Karin Eckhold    |
| Burt Reynolds  | Bo „Bandit“ Darville      | Horst Stark      |
| Faith Minton   | Tina                      | n.n.             |

## Hintergrund
Burt Reynolds hat gegen Ende des Films einen Cameo-Auftritt als „Bandit“. Jackie Gleason sollte ursprünglich eine Doppelrolle als Sheriff und „Bandit“ übernehmen. Nach Testvorführungen wurde der Film überarbeitet und Jerry Reed hinzugefügt.
In den US-Kinos lief der Film ab dem 12. August 1983. Anders als seine beiden kommerziell erfolgreichen Vorgänger gelang es dem dritten Teil der Filmreihe nicht, seine Produktionskosten einzuspielen.
Bandit fährt diesmal einen 1983er Pontiac Firebird TransAm, sehr ähnlich dem Modell, das für K.I.T.T. in Knight Rider verwendet wurde.

## Kritik
„Weiterer Aufguß der erfolgreichen Serie, jedoch ohne den erzählerischen Zusammenhang, die Gags und die Action der beiden Vorläufer mit Burt Reynolds“, schrieb das Lexikon des internationalen Films.

## Fortsetzung
1994 gab es, unter der Regie von Hal Needham, eine vierteilige Reihe von Fernsehfilmen über den Charakter „Bandit“, die Titelrolle wurde hier von Brian Bloom gespielt.
- Bandit – Ein ausgekochtes Schlitzohr startet durch
- Bandit – Bandit Bandit
- Bandit – Ein ausgekochtes Schlitzohr und eine kühle Blonde
- Bandit – Ein ausgekochtes Schlitzohr gibt Gas